# 다니 료코
다니 료코(일본어: 谷 亮子, 1975년 9월 6일~)는 일본의 유도 선수, 정치인으로 결혼 전 이름은 다무라 료코(일본어: 田村 亮子)이다. 작은 체구에도 민첩한 몸놀림을 보여주며 활약하여 세계 유도 역사상 가장 뛰어난 업적을 낸 여자 유도 선수 중 한 명으로 귀여운 외모로 우라사와 나오키의 만화 《야와라!》의 주인공에 비교되어 "야와라찬"이라는 애칭으로 불리며 일본의 유명한 유도 선수가 되었다.

## 경력
후쿠오카현 후쿠오카시 출신이다. 초등학교 1학년 때부터 유도를 시작했으며, 1990년 12월에 자신의 첫 국제 대회인 후쿠오카 국제 여자 유도 대회에서 중국의 리아이웨를 꺾고 우승을 차지했다. 1991년 스페인 바르셀로나에서 열린 1991년 세계 선수권 대회 여자 엑스트라라이트급에서 당시 만 15세의 나이로 쿠바의 레그나 베르데시아와 함께 프랑스의 세실 노바크와 영국의 캐런 브리그스의 뒤를 이어 동메달을 획득하며 주목을 받기 시작했다. 같은 해 11월에는 자국 일본의 오사카에서 열린 1991년 아시아 선수권 대회에서 몽골의 에르데네치메깅 게렐토야와 함께 중국의 탕리훙과 중화 타이베이의 황위신의 뒤를 이어 동메달을 획득했다. 이후 12월에는 후쿠오카 국제 유도 대회에서 에자키 후미코를 누르며 대회 2연패를 달성했다. 
1992년 2월에는 독일 뮌헨에서 여린 뮌헨 월드 마스터스 대회에서 독일의 되르테 다만을 꺾으며 우승을 차지했고, 8월에는 바르셀로나에서 열린 1992년 하계 올림픽에서 은메달을 획득하였다. 다무라는 쿠바의 아마릴리스 사본, 브라질의 안드레아 베르치, 중국의 리아이웨, 영국의 브리그스를 모두 꺾고 결승에 진출했으며, 결승에서 프랑스의 노바크에게 패했다. 올림픽 후 12월에는 후쿠오카 국제 유도 대회에서 프랑스의 실비 멜로를 누르고 우승했다.
1993년 2월에는 파리 투어에서 쿠바의 사본을 누르고 우승을 차지했으며, 같은 해 10월에 캐나다 해밀턴에서 열린 1993년 세계 선수권 대회에서 중국의 리아이웨를 꺾으며 처음으로 세계 선수권 대회에서 우승했고, 이후 여자 최경량급인 -48kg에서 무패 행진을 이어 갔다. 1996년 미국 애틀랜타에서 열린 1996년 하계 올림픽 직전까지 84연승이라는 엄청난 기록을 이어 갔기 때문에, 세간의 평가로는 다무라의 올림픽 금메달은 거의 확정으로 여겨졌다. 이로 인해 1996년 올림픽 개막식에서 일본 선수단의 기수를 맡았다. 그러나 결승전에서 당시 무명이자 4살 어린 조선민주주의인민공화국의 계순희에게 예상하지 못했던 패배를 당하며 또 다시 올림픽 은메달에 그쳤다.
1997년 파리에서 열린 1997년 세계 선수권 대회에서 다시 금메달을 획득하며 다시 연승 행진을 이어갔다. 2000년에는 오스트레일리아 시드니에서 열린 2000년 하계 올림픽에서 금메달을 획득하며 자신의 3번째 올림픽을 통해 첫 올림픽 유도 금메달을 획득했다. 2001년에는 뮌헨에서 열린 2001년 세계 선수권 대회에서 우승했고 자국 오사카에서 열린 2003년 세계 선수권 대회에서도 우승을 차지했다.
2003년 12월 1일 야구 선수인 다니 요시토모와 결혼하여 남편의 성을 따르게 되었고, 다니 료코라는 이름으로 2004년 하계 올림픽에 참가하여 다시 금메달을 획득하였다. 2005년 세계 선수권 대회에는 출산 관계로 불참하였으나, 리우데자네이루에서 열린 2007년 세계 선수권 대회에서 우승하며 세계 선수권 대회 통산 7번째 금메달을 획득하였다.
2008년 베이징에서 열린 2008년 하계 올림픽 여자 -48kg에도 출전하였으나, 루마니아의 알리나 두미트루와 맞붙은 준결승전에서 지도패를 당해 3~4위전으로 밀려났다. 동메달 결정전에서 한판승을 거두며 동메달을 획득한 후 국가대표 은퇴를 선언했고, 2010년에 현역 은퇴를 선언했다.
현역 은퇴 후에는 정계에 입문, 현재는 일본 민주당 국회의원으로 활동 중이다.